# 고당항
고당항은 경상남도 거제시 거제면 법동리에 있는 어항이다. 2003년 2월 3일 어촌정주어항으로 지정하여 관리하고 있다. 시설관리자는 거제시장이다.

## 어항 연혁
- 할미당 마을은 고능도(姑能島,5,256m2)가 앞을 막아 어항(漁港)을 보호하였으나 연륙되어 섬이 아니다. 이 섬에 착하고 어진 할머니가 살았는데 마고할미라 부르고 마을 아이들을 지극히 사랑하다 세상을 떠나니 주민들이 제당(祭堂)을 짓고 동제(洞祭)를 지냈으니 할미당 또는 해미당이라 하였다.

## 어항 구역
- 수역: 미지정(거제시 거제면 법동리 626-7번지 수역)
- 육역: 미지정

## 어항 시설
- 물양장, 선착장

## 주요 어종
- 굴 멍게, 우럭